# Рафаела Сілва
Рафаела Сілва (нар. 24 квітня 1994, Ріо-де-Жанейро, Бразилія) — бразильська дзюдоїстка, олімпійська чемпіонка 2016 року, чемпіонка світу.

## Виступи на Олімпіадах
| Олімпіада           | Дисципліна      | Місце |
| ------------------- | --------------- | ----- |
| Лондон 2012         | до 57 кг        | 9     |
| Ріо-де-Жанейро 2016 | до 57 кг        | 1     |
| Париж 2024          | до 57 кг        | 5     |
| Париж 2024          | змішана команда | 3     |